# Odilia de Alsacia
Odilia u Otilia de Alsacia  (Obernai, ca. 662 – Monte de Santa Odilia, ca. 720), fue una noble y religiosa franca, hija de los duques de Alsacia Adalrico y Bereswinda, fundadora del convento de Hohenbourg sobre una cima de los Vosgos que más tarde recibiría el nombre de Odilienberg o Monte de Santa Odilia, en Alsacia y venerada por la Iglesia católica como Santa Odilia (en idioma francés, Sainte Odile), patrona de esta región, con festividad el 13 de diciembre.
Fue canonizada en el siglo XI por el papa León IX y proclamada Patrona de Alsacia por el papa Pio XII en 1946.
Según una tradición, documentada en el siglo X, Odilia nació afectada de ceguera pero recuperó la visión al ser bautizada.

## La leyenda de Santa Odilia
La vida de Santa Odilia, o al menos su leyenda, es conocida gracias a un texto anónimo escrito un poco antes de 950. Su padre, el duque de Alsacia Adalrico, deseaba tener un hijo varón, y la decepción fue aún mayor al ver que Odilia había nacido ciega, por lo que el duque que decidió matar a su hija, quien deshonraba a su familia. Pero Bereswinda, la esposa de Adalrico, confía a Odilia a una nodriza, quien la tiene por doce años, antes de enviarla al monasterio de Balme situado entre Besançon y Montbéliard. 
La niña no había sido bautizada aún. San Erardo, un monje irlandés, o escocés según otros, obispo de Ardagh y conde de Longford, tuvo una visión en la que Dios le ordenaba ir a Balme a fin de bautizar a Odilia, cosa que hizo algún tiempo después. En el momento en que el Santo Óleo toca los ojos de Odilia, ella recobra la vista.
El milagro tuvo gran resonancia, pero no cambiaba el pensamiento de Adalrico. Lejos de alegrarse, ya que Odilia regresa acompañada de su hermano Hugo, se llena tanto de furia que mata a este último. Más tarde, se arrepiente y da a Odilia su castillo de Hohenbourg, el cual transforma en monasterio. El castillo estaba construido sobre una montaña, por lo que algunos fieles, sobre todo los enfermos, no podían llegar hasta allí o lo hacían difícilmente. Odilia hizo construir para ellos un segundo establecimiento llamado Niedermünster, dicho de otra forma, un monasterio en la parte baja.
La muerte de Santa Odilia se sitúa en torno al año 720.
El lugar de Hohenbourg es más conocido como Monte de Santa Odilia, que recibe cada año decenas de millares de visitantes. Odilia es la santa patrona de Alsacia. Su fiesta se celebrada el 13 de diciembre, pero se ha preferido separarla de la fiesta de Santa Lucía el mismo día, aunque las dos son invocadas por los fieles para aliviar las enfermedades oculares.

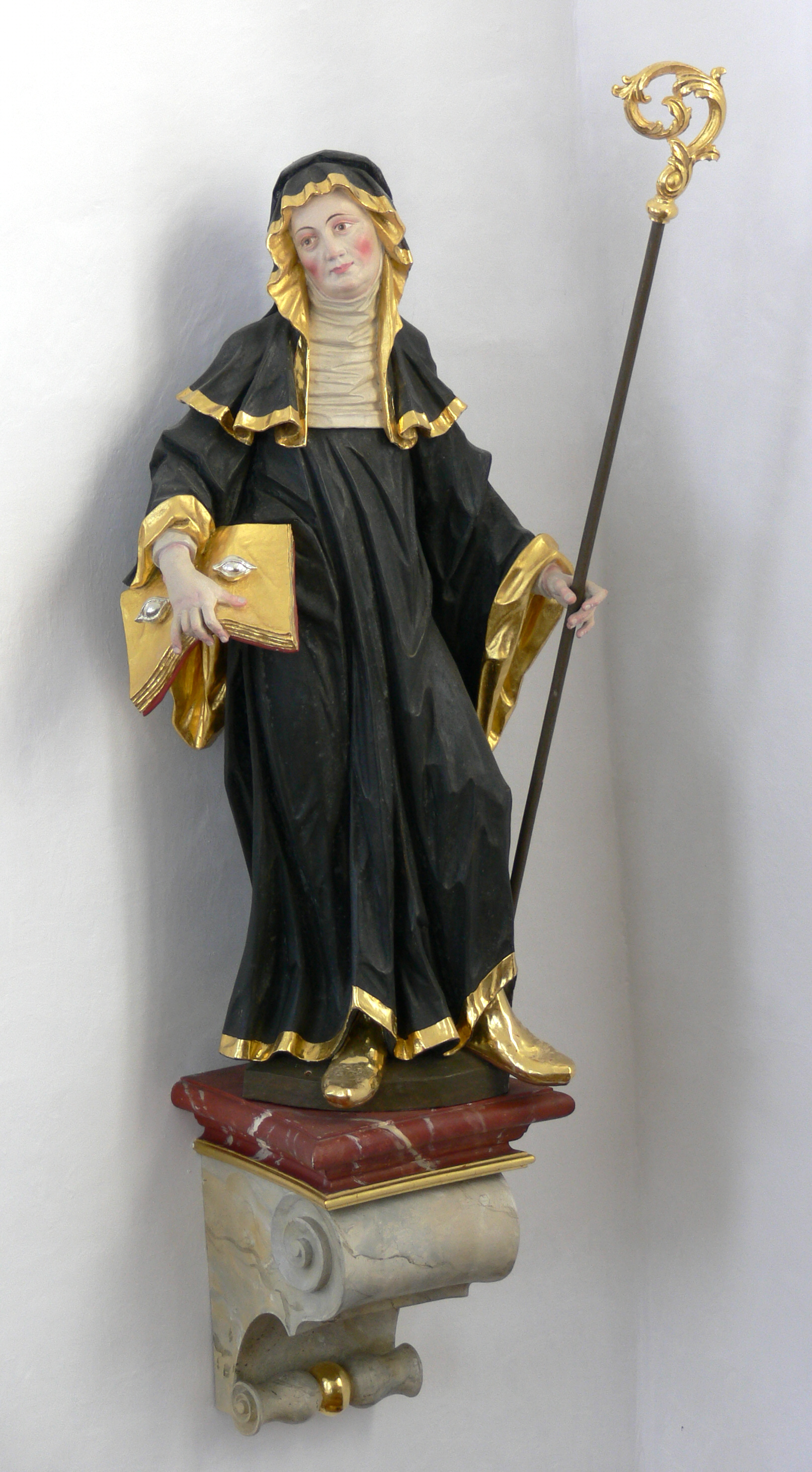
Talla polícroma de Santa Odilia. Iglesia de St. Wendelin en Bremenried, Alemania, principios del.

El nombre de "Odilia" quiere decir "Hija de la luz".
Fiesta : 13 o 14 de diciembre

## Iconografía
Aparece siempre vestida de abadesa benedictina, lo que la distingue de Santa Lucía de Siracusa, y algunas veces se le representa con puños de armiño, lo cual recuerda su ascendencia real propia de su leyenda, así como  con un libro de la Regla Benedictina, sobre el que hay dos ojos.